# Ölsenkung

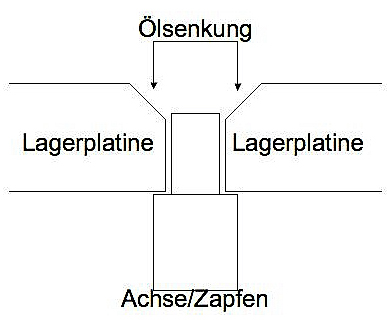
Ölsenkung

Ölsenkung in einem Steinlager (rot) einer Uhr

Eine Ölsenkung ist die sphärische Vertiefung für das Lager eines Zapfens in einer Uhr.
Sie dient der Aufnahme eines Schmierstoffs oder Schmieröls, üblicherweise eines Uhrenöls.
Die Ölsenkung soll den verwendeten Schmierstoff an seinem Platz halten (Oberflächenspannung), damit er dem Lager und Zapfen lange zur Verfügung steht, bei Bedarf nachfließt und sich nicht über die nicht zu ölenden Flächen der Uhr ausdehnt.
Zur Vermeidung einer übermäßigen Spreitung des Schmierstoffes werden Werkplatte und Steine gelegentlich mit einer Sperrschicht epilamisiert.
Die Ölsenkung ist seit der Mitte des 18. Jahrhunderts bekannt.
Ölsenkungen sind zwar für Uhren typisch, finden sich aber auch an anderen Instrumenten.